# اپراتور سامانه انتقال

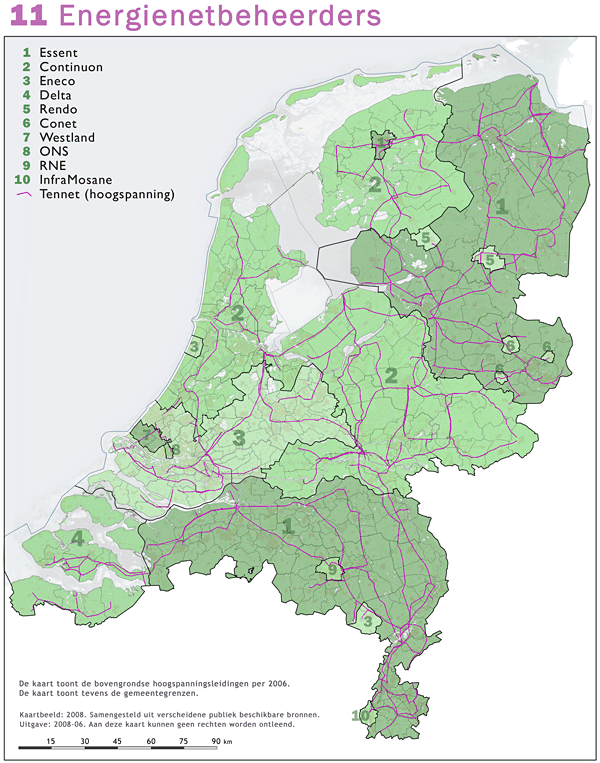
نقشه فعالیت نهاد

اپراتور سامانه انتقال (انگلیسی: Transmission system operator) نهاد مسئول انتقال انرژی گاز طبیعی یا نیروی برق در سطح ملی یا منطقه‌ای است.